# Takashi Shoji
Takashi Shoji (庄司 孝 Shoji Takashi?), född 14 september 1971 i Chiba prefektur, är en japansk före detta fotbollsspelare.
Shoji började sin karriär 1990 i Hitachi (Kashiwa Reysol). Efter Kashiwa Reysol spelade han för Montedio Yamagata, Oita Trinita och Sun Miyazaki. Han avslutade karriären 2004.